# Steve Jobs

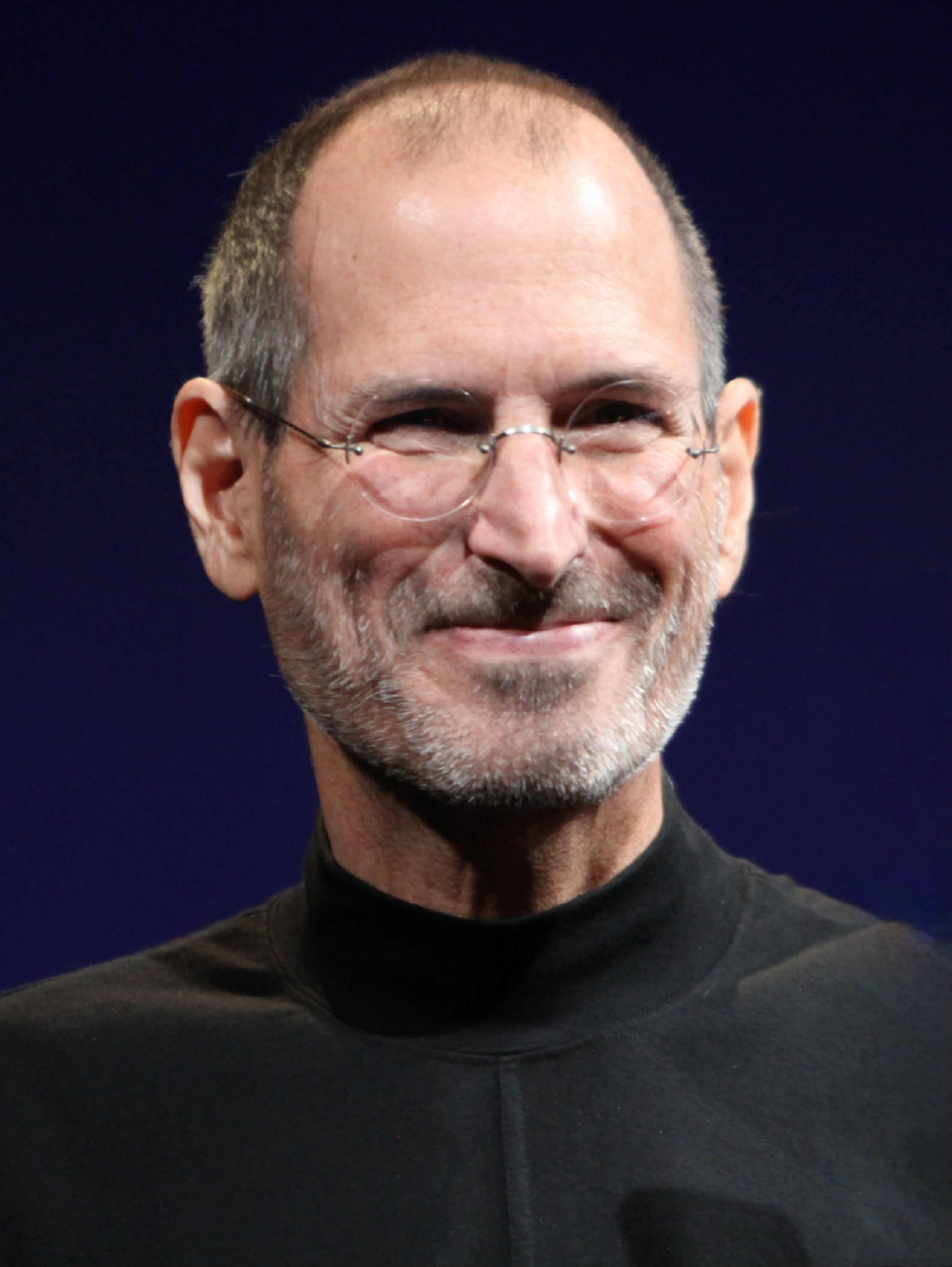
Steve Jobs bei der WWDC (2010)

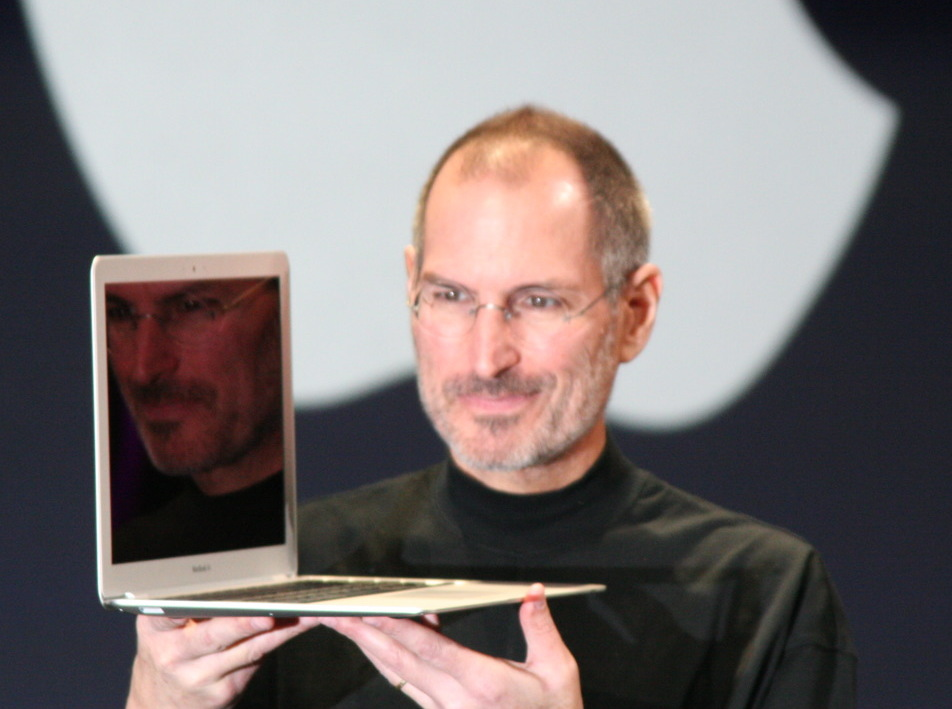
Jobs stellte wichtige Apple-Produkte selbst der Öffentlichkeit vor, hier das MacBook Air im Jahr 2008. Bei solchen Auftritten trug er als Markenzeichen stets einen schwarzen Rollkragenpullover und Blue Jeans.

Steven „Steve“ Paul Jobs (* 24. Februar 1955 in San Francisco, Kalifornien; † 5. Oktober 2011 in Palo Alto, Kalifornien) war ein US-amerikanischer Unternehmer. Als Mitgründer und langjähriger CEO von Apple Inc. gilt er als eine der bekanntesten Persönlichkeiten der Computerindustrie.
Zusammen mit Steve Wozniak und Ron Wayne gründete er 1976 Apple und half, sowohl das Konzept des Heimcomputers als auch später die Generation der Smartphones sowie Tabletcomputer populär zu machen. Zudem war er mit dem Macintosh ab 1984 maßgeblich an der Einführung von Personal Computern mit grafischer Benutzeroberfläche beteiligt und entwickelte mit dem iTunes Store und dem Medienabspielgerät iPod in den frühen 2000er Jahren wichtige Meilensteine für den Markterfolg digitaler Musikdownloads. Jobs war darüber hinaus Geschäftsführer und Hauptaktionär der Pixar Animation Studios und nach einer Fusion größter Einzelaktionär der Walt Disney Company. Sein Vermögen wurde im März 2011 vom Wirtschaftsmagazin Forbes Magazine auf 8,3 Milliarden US-Dollar geschätzt.

## Leben

### Kindheit und Studium

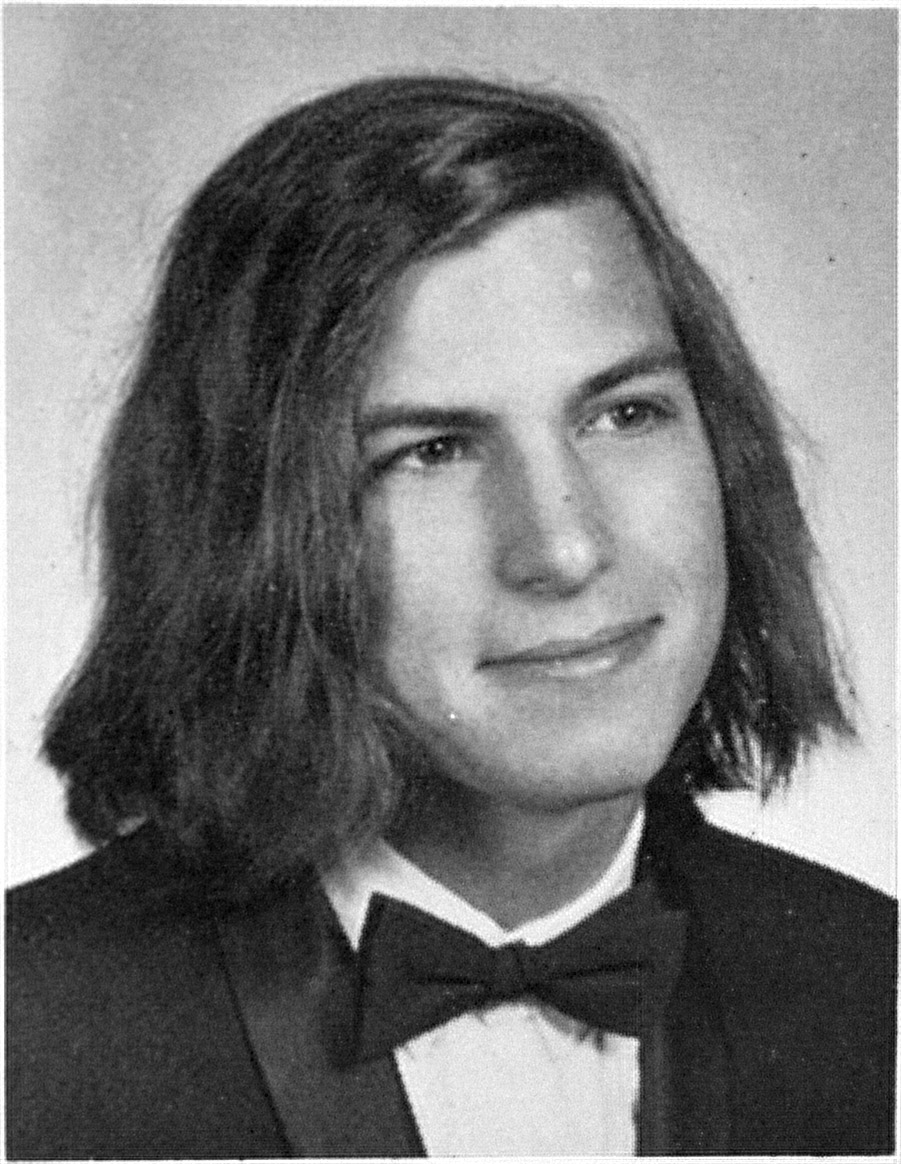
Jobs 1972 im Jahrbuch der Homestead High School in Cupertino

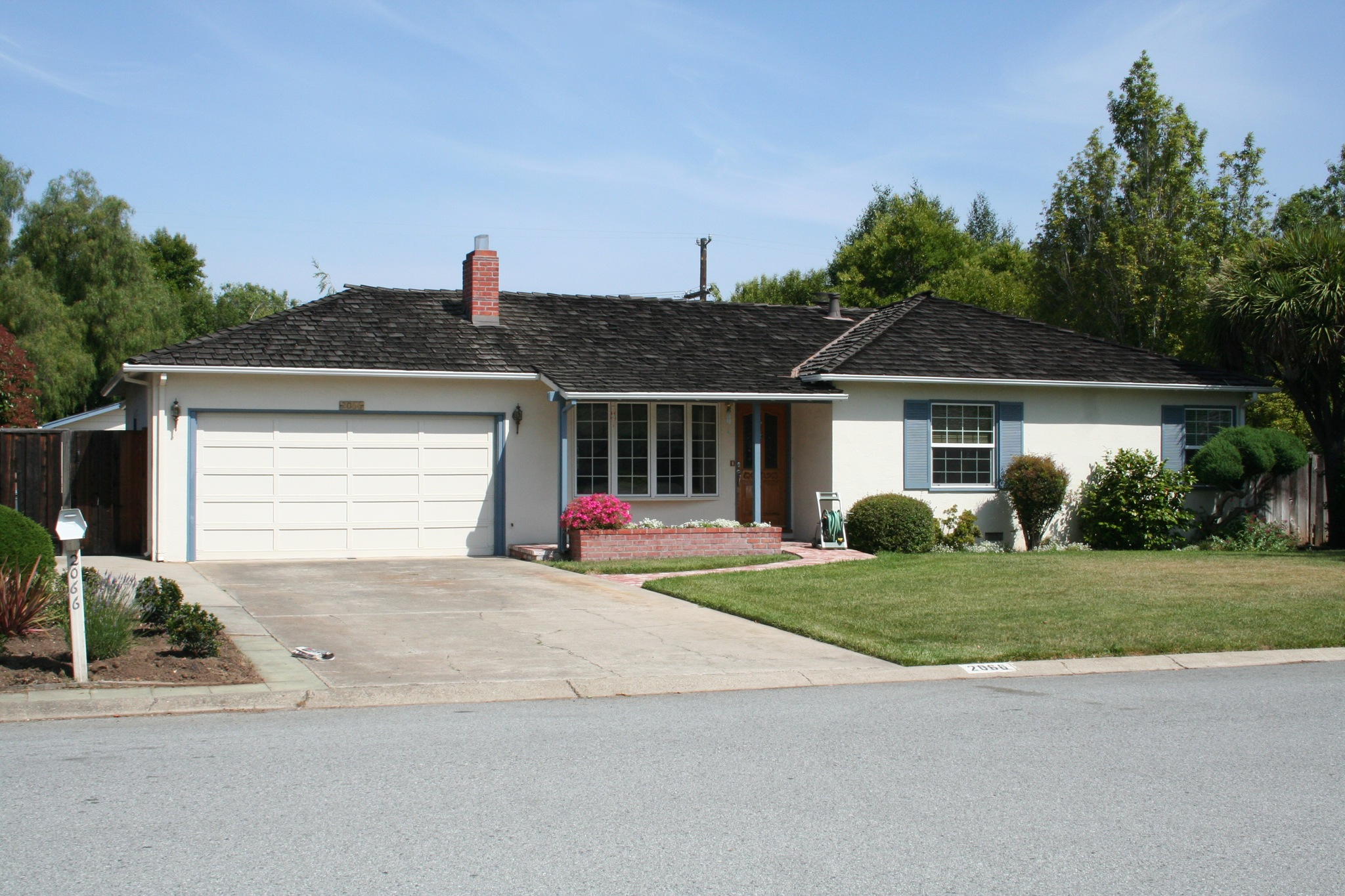
Haus der Eltern Paul und Clara Jobs in Los Altos. Die Garage wurde 1976 zum ersten Firmensitz von Apple Computer.

Steve Jobs wurde als Sohn des syrischen Politikstudenten Abdulfattah Jandali und der Amerikanerin deutscher und Schweizer Abstammung Joanne Carole Schieble in San Francisco geboren. Da weder die Eltern seiner leiblichen Mutter noch die Eltern des Vaters einer Ehe zugestimmt hätten und seine 23-jährigen Eltern nicht für den Unterhalt des Kindes sorgen konnten, gab Schieble ihren Sohn als Sozialwaise zur Adoption frei. Schieble machte ihre Zustimmung zur Adoption davon abhängig, dass ihr Sohn bei Akademikern aufwachsen sollte. Zunächst lehnte ein Anwalt die Adoption kurz nach Jobs’ Geburt ab, weil er und seine Frau sich eine Tochter wünschten.
Steve Jobs wurde schließlich kurz nach seiner Geburt von dem deutschstämmigen Paul Reinhold Jobs (1922–1993), sein Großvater Rudolf Carl Jobs war noch in Westpreußen geboren, und dessen armenischstämmiger Frau Clara Jobs geb. Hagopian (1924–1986) aus Mountain View, Kalifornien, adoptiert und erhielt von diesen schließlich den Namen Steven Paul Jobs. Dem Ehepaar Jobs, beide keine Akademiker, rang Schieble das Versprechen ab, Jobs den Zugang zum College zu ermöglichen. Dies erfuhr er erst rund 20 Jahre später von seinen biologischen Eltern wie auch von seiner leiblichen Schwester, der Autorin Mona Simpson.
Schon in seiner Kindheit erwachte Steve Jobs’ Interesse an der zu dieser Zeit im Wachstum befindlichen Elektronikindustrie. Im Silicon Valley, dem Santa Clara Valley, in dem auch Palo Alto lag, wohnte Jobs in unmittelbarer Nachbarschaft zu Ingenieuren von Firmen wie Hewlett-Packard und Intel. Seine Eltern bemerkten früh, dass Jobs schnell lernte. Schon bei der Einschulung in die Monta Loma Elementary konnte er lesen und langweilte sich in den ersten Jahren eher, als etwas zu lernen, bis sich eine Lehrerin seiner annahm und ihm ermöglichte, eine Klasse zu überspringen.
Im Jahre 1972 erreichte er den High-School-Abschluss an der Homestead High School in Cupertino, Kalifornien, und schrieb sich am Reed College in Portland ein. Das Studium brach Jobs schon nach dem ersten Semester ab, blieb jedoch noch längere Zeit am Campus und besuchte einzelne Vorlesungen. In seiner Studienzeit probierte er LSD.
Einem Reporter berichtete er, LSD zu nehmen sei „eines der zwei oder drei wichtigsten Dinge, die er in seinem Leben getan habe“. Anfang 1974 arbeitete er einige Monate bei Atari und bereiste anschließend Indien, wo er sich mit dem Hinduismus, dem Buddhismus und der Primärtherapie (Urschreitherapie) beschäftigte. Finanziert hatte die Reise ihm und seinem Freund Dan Kottke der Atari-Ingenieur Allan Alcorn mit der Auflage, über Deutschland zu fliegen. Jobs half in München dann dem dortigen Atari-Vertrieb, Erdungsprobleme amerikanischer 60-Hertz-Netzteile in Atari-Spielecomputern im deutschen 50-Hertz-Stromnetz zu beseitigen.
Im Herbst 1974 war er zurückgekehrt und nahm an Zusammenkünften des Homebrew Computer Clubs teil. Er arbeitete wieder bei Atari und beschaffte einen Auftrag für das Spiel Breakout. Steve Wozniak, ein enger Freund, den er einige Jahre zuvor über den gemeinsamen Freund Bill Fernandez kennengelernt hatte, entwickelte das Spiel in vier Tagen. Jobs behauptete, dass er nur 700 Dollar bekommen habe, und gab Wozniak 350 Dollar, obwohl das Honorar 5000 Dollar betrug.
In den 1970er Jahren ernährte sich Steve Jobs nach der strengen Ernährungsweise der Frutarier, wodurch nach eigenen Angaben auch der Name seines Unternehmens Apple entstand.
Während dieser Zeit entdeckte John T. Draper (alias Captain Crunch), dass man mit einer modifizierten Spielzeugpfeife, die sich in jeder Packung von Cap’n Crunch Frühstücksflocken befand, den 2600-Hertz-Ton erzeugen konnte, der bei AT&T von den Vermittlungsstellen verwendet wurde, um die Abrechnung der Gesprächsgebühren zu steuern. Wozniak baute daraufhin eine Blue Box, die diesen Ton erzeugen konnte. Er und Jobs begannen 1974, diese Kästen zu verkaufen, die es dem Besitzer ermöglichten, kostenlose Ferngespräche zu führen.

### Apple

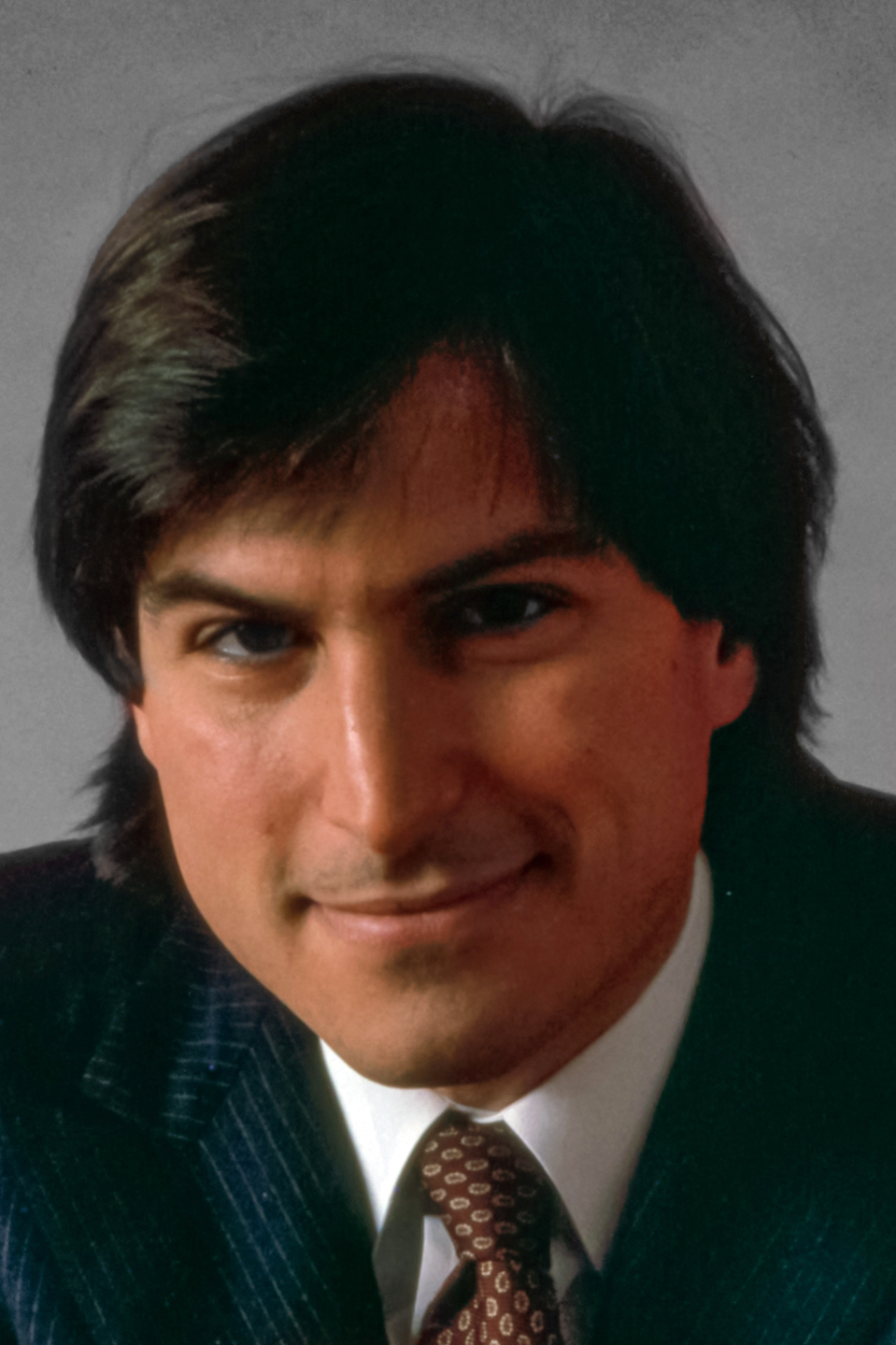
Steve Jobs im Jahr 1984, als der erste Macintosh eingeführt wurde

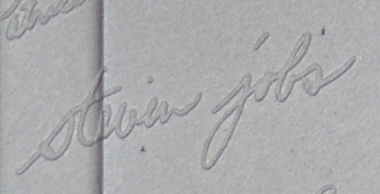
Steve Jobs’ Unterschrift findet sich neben anderen im Gehäuse der ersten Macintosh-Computer.

1976 gründeten Jobs und Wozniak zusammen mit Ronald Wayne die Apple Computer Company in Jobs’ Garage in Los Altos, Kalifornien. Ihr erstes, mit dem Apfel mit Biss (Bite) beworbenes Produkt war der Apple I, der für 666,66 US-Dollar verkauft wurde. Der Prototyp steckte in einem selbst gebauten Holzgehäuse.
1977 wurde der Apple II eingeführt, der Apple zu einem wichtigen Akteur im Heimcomputermarkt machte. Im Dezember 1980 erfolgte die Umwandlung von Apple in eine Kapitalgesellschaft, und Apple präsentierte den Apple III, der jedoch kein vergleichbar großer Erfolg wurde. 1983 warb Jobs den Pepsi-Manager John Sculley für den Posten als Geschäftsführer bei Apple an. Im selben Jahr brachte Apple den Apple Lisa auf den Markt.
In dieser Zeit machte sich Steve Jobs für eine steuerlich begünstigte Einführung von Personal Computern in Schulen stark. Der erste Artikel der New York Times, der Jobs erwähnt, handelt von diesem damals noch nicht durchsetzbaren Gesetzesvorhaben:

„Der Hauptsponsor und Initiator dieses Vorstoßes ist die Apple Computer Corporation, deren Vorsitzender, Steve Jobs, zum wiederholten Mal schwor, Computer in jede amerikanische Schule zu bringen.“

1984 stellte Apple den Macintosh vor. Es war der erste kommerziell erfolgreiche Computer mit einer grafischen Benutzeroberfläche (also Bildschirmsymbolen statt Kommandozeilen-Code) und der Computermaus als Standardeingabemedium. Die Entwicklung des „Macs“ fing mit Jef Raskin und seinem Team an, die durch die Technik inspiriert wurden, die im Xerox-Forschungszentrum entwickelt, aber nicht kommerziell verwendet wurde. Der Erfolg des Macintosh brachte Apple dazu, den Apple II zugunsten der Macintosh-Produktlinie aufzugeben, die bis heute verfolgt wird.
Nach einem internen Machtkampf mit Sculley verließ Jobs 1985 das Unternehmen. Fünf wichtige Angestellte folgten ihm.

### NeXT

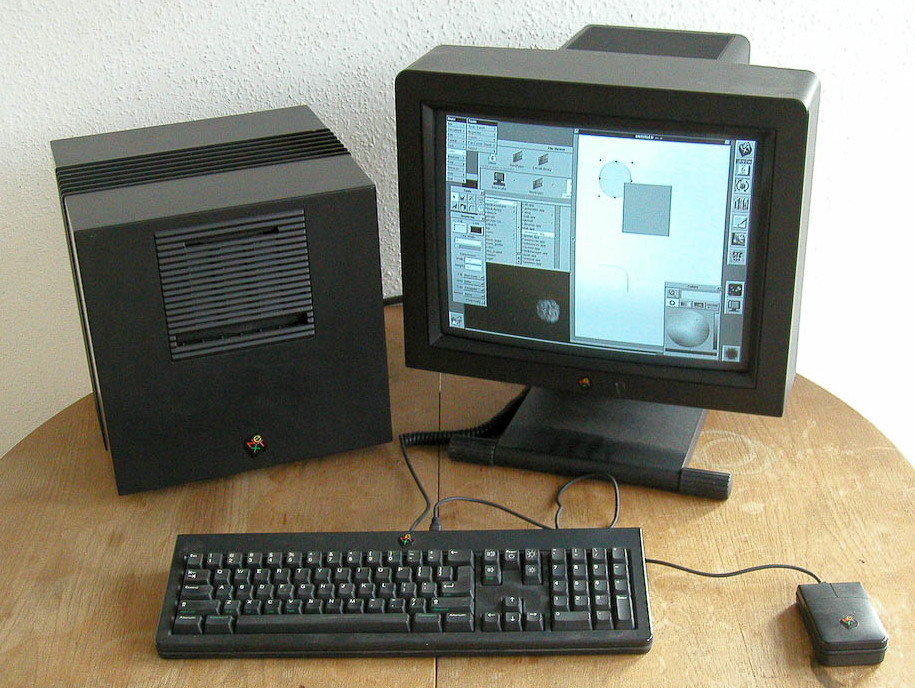
Der NeXTcube (1988) war eine von Jobs' Unternehmen NeXT produzierte Workstation mit dem auf Unix basierenden Betriebssystem NeXTstep. Der würfelförmige Rechner mit etwa 30 cm Kantenlänge war sowohl vom Hardware-Design als auch der Software sehr fortschrittlich. Das Betriebssystem bildete später die Grundlage für Mac OS X.

Für Jobs begannen fünf Jahre, die er später als eine seiner kreativsten Phasen bezeichnete.
1986 gründete er mit der Firma NeXT Inc. ein weiteres Computerunternehmen. Aus Sorge, dass er bei den geplanten NeXT-Rechnern Apple-Technik verwenden würde, ging Sculley gegen Jobs vor Gericht. Der Vorwurf lautete: Bruch treuhänderischer Verantwortlichkeit („Breach of fiduciary responsibility“) und „ruchlose“ Anstiftung zum Abziehen von Apples Geschäftsgeheimnissen. Das Verfahren endete am 17. Januar 1986 mit einem Vergleich, in dem sich Jobs verpflichtete, Apple eine Zeit lang Einblicke in NeXT-Entwicklungen zu gestatten, indem er der Firma Prototypen zeigte, und bis zum 1. Juli 1987 keine eigenen Computer auf den Markt zu bringen.
Die NeXT-Workstation war den anderen Geräten am Markt technisch voraus, wurde jedoch außerhalb wissenschaftlicher Anwendungen niemals populär. So entwickelte Tim Berners-Lee das World Wide Web am Schweizer CERN-Institut auf einer NeXT-Workstation. NeXT verwendete zukunftsweisende Techniken wie das objektorientierte Programmieren, Display PostScript und magneto-optische Laufwerke.
Um sich auf die Software-Entwicklung konzentrieren zu können, verkaufte Jobs nach sieben Jahren das Hardwaregeschäft im Februar 1993 an den vormaligen Investor Canon. Von den ursprünglich 530 Mitarbeitern blieben 200 bei NeXT und 100 wechselten zu Canon.

### Pixar
Parallel zur NeXT-Gründung investierte Jobs 1986 gemeinsam mit Edwin Catmull fünf Millionen US-Dollar (ein Drittel des ursprünglichen Preises) plus weitere fünf Millionen, um Pixar, ein in Emeryville, Kalifornien, ansässiges Computertrickfilm-Studio, von dessen Gründer George Lucas aus der Lucasfilm-Grafikabteilung herauszukaufen.
Mit Toy Story gelang dem Unternehmen 1995 ein erster Erfolg, und der Börsengang machte Jobs zum Milliardär. Als erster vollständig computeranimierter Kinofilm wurde die Produktion mit dem Special Achievement Award (Oscar für „besondere Leistungen“) ausgezeichnet. Unter Jobs wurden die Pixar-Filme Findet Nemo und Die Unglaublichen – The Incredibles mit je einem Oscar in der seit 2002 bestehenden Kategorie „Bester animierter Spielfilm“ ausgezeichnet.
Am 24. Januar 2006 gab der Medien- und Entertainment-Konzern Walt Disney Company nach US-Börsenschluss bekannt, dass er Pixar für 7,4 Milliarden US-Dollar übernehmen werde. Als Teil des Geschäfts wurde Pixar-CEO Steve Jobs in den Verwaltungsrat (genau: Board of Directors) von Disney aufgenommen. Zudem wurde Jobs durch seinen Pixar-Anteil von etwa 50,1 % mit 6 % größter Einzelaktionär bei Disney. Im März 2010 hielt Jobs 138 Millionen Disney-Aktien.

### Rückkehr zu Apple

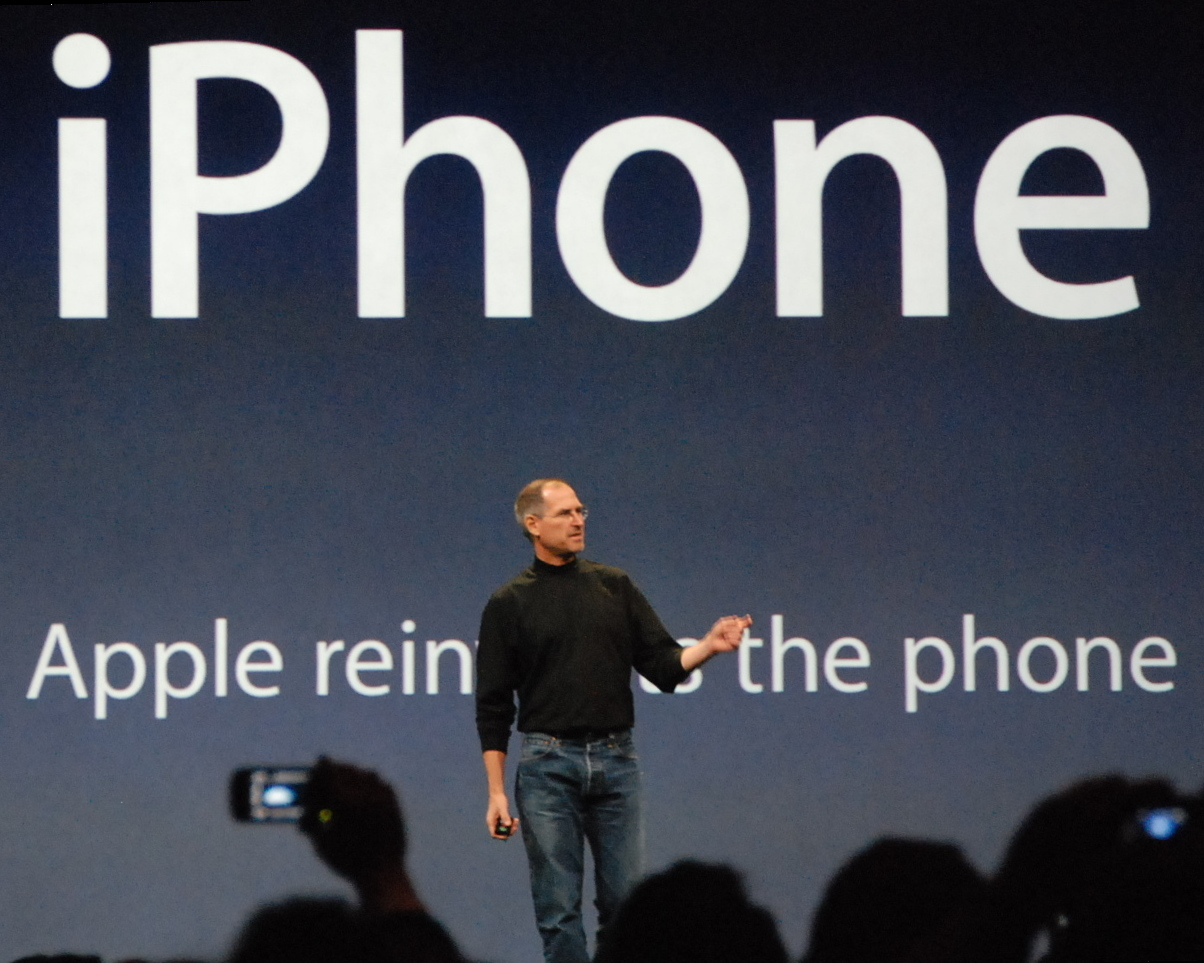
Jobs bei der Vorstellung des ersten iPhones im Januar 2007 auf der Messe MacWorld Conference & Expo

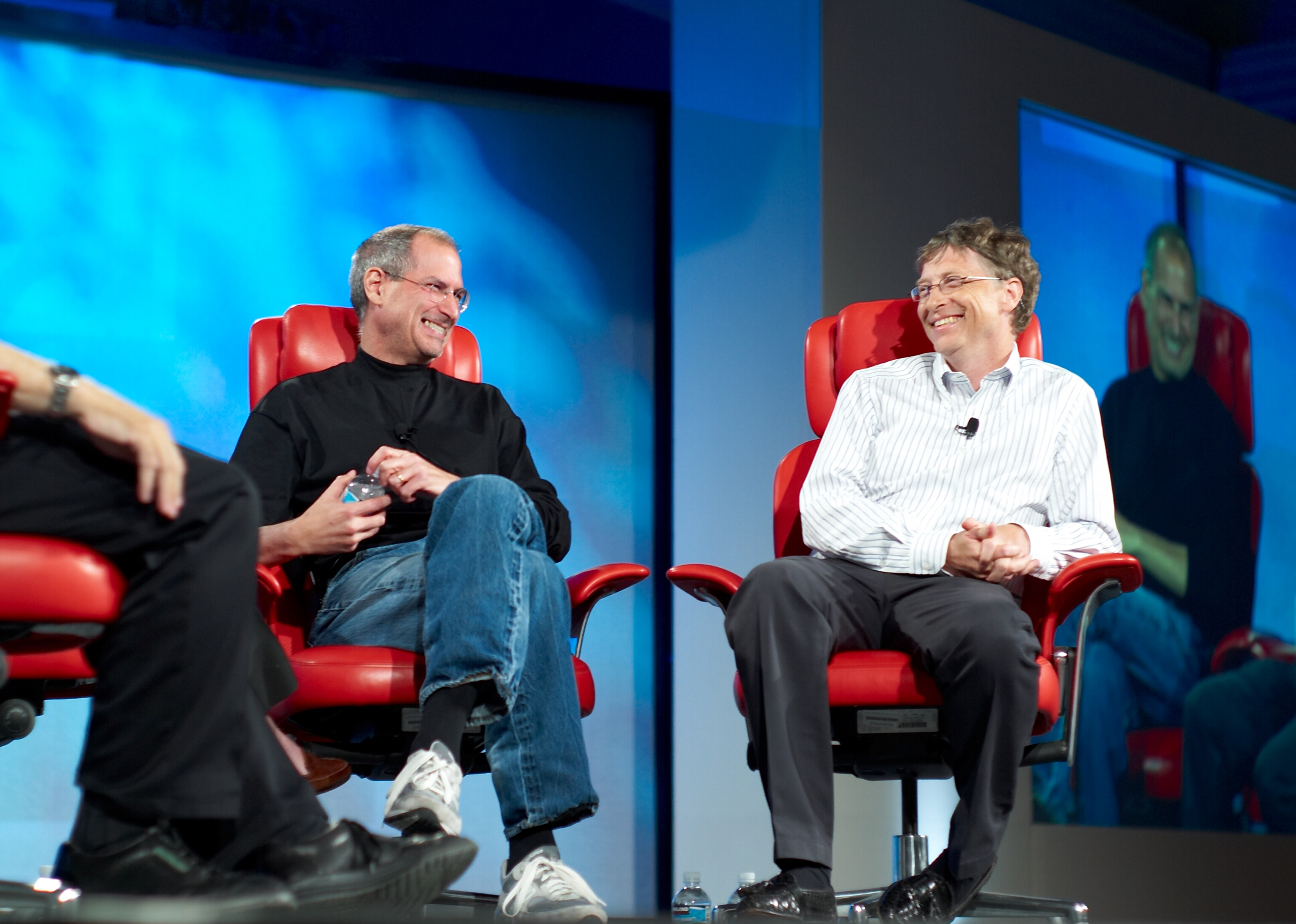
Steve Jobs mit Bill Gates bei All Things Digital (2007)

1996 kaufte Apple NeXT für 402 Mio. US-Dollar. Jobs übte seitdem eine Beratertätigkeit im Unternehmen aus. Im August 1997 wurde er Mitglied des Vorstandes und kurz darauf, nach der Entlassung von Gil Amelio im September des Jahres, vorübergehend Geschäftsführer des Unternehmens. Noch im gleichen Jahr beendete Jobs viele Produkte und Forschungsprojekte sowie alle langjährigen Wohltätigkeitsprogramme des Unternehmens. Er begründete dies mit der Notwendigkeit, Kosten einzusparen, um die Rentabilität des Unternehmens wiederherzustellen.
Mit dem Kauf von NeXT wurde dessen Technik übernommen und in die Apple-Produkte integriert; hauptsächlich handelte es sich dabei um NeXTStep, das schrittweise aktualisiert und schließlich unter dem Namen „Mac OS X“ zum neuen Betriebssystem der Macintosh-Rechner wurde. Auch das aktuelle 2012 in „OS X“ und 2016 in „macOS“ umbenannte Betriebssystem hat nicht nur oberflächliche Ähnlichkeiten zu NeXTStep wie zum Beispiel das Dock, sondern verwendet dieselben Kerntechnologien, insbesondere FreeBSD, Objective-C und die Cocoa-API.
Unter Jobs’ Führung wurde 1998 der iMac eingeführt, der dem angeschlagenen Konzern half, in die Gewinnzone zurückzukommen. Mit den tragbaren Musikabspielgeräten iPod im Jahr 2001, der Jukebox-Software iTunes, dem iTunes Store (bis 2006 iTunes Music Store) und dem iPhone (2007) schuf das Unternehmen einen neuen Markt für „Digital-Lifestyle“-Produkte. An den Erfolg dieser Produkte knüpfte das am 27. Januar 2010 durch Jobs präsentierte iPad an.
Jobs arbeitete bei Apple über mehrere Jahre hinweg für ein Jahresgehalt von einem US-Dollar und wurde damit in das Guinness-Buch der Rekorde als schlechtest bezahlter Geschäftsführer aufgenommen. Nachdem Apple wieder zu einem gewinnträchtigen Unternehmen geworden war, entfernte das Unternehmen im Januar 2001 das „vorübergehend“ aus Jobs’ Titel des Geschäftsführers. Zusätzlich zu seinem Gehalt erhielt Jobs allerdings einige exklusive Geschenke von der Geschäftsleitung; beispielsweise einen 35 Mio. US-Dollar teuren Jet im Jahr 1999, den er in der ungenutzten Zeit an Apple vermietete, sowie fast 30 Millionen Anteile der Apple-Aktien 2000–2002. Im März 2010 hielt Jobs 5,426 Millionen Apple-Aktien.
Im Januar 2011 übergab Steve Jobs das Tagesgeschäft aus gesundheitlichen Gründen an Tim Cook. Er blieb jedoch weiterhin CEO von Apple. Am 24. August 2011 trat Steve Jobs endgültig als CEO von Apple zurück. Tim Cook wurde schließlich offiziell zum dauerhaften Nachfolger berufen, nachdem er den Konzern bereits seit dem 17. Januar 2011 vertretungsweise geführt hatte. Jobs selbst wurde zum Vorsitzenden des Verwaltungsrats gewählt. Diese Position hatte er bis zu seinem Tod am 5. Oktober inne.

### Privatleben

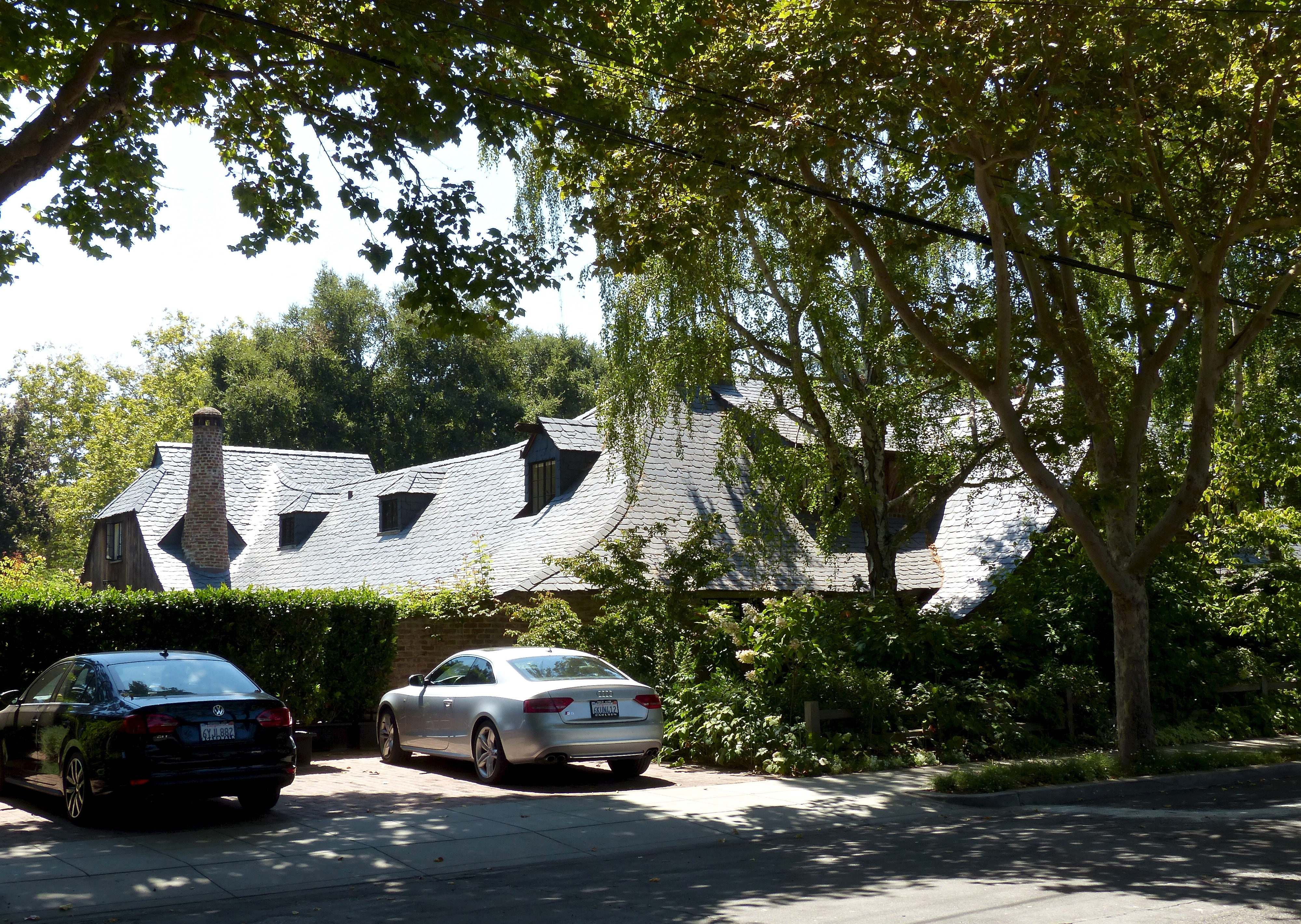
Steve Jobs’ Haus in Palo Alto

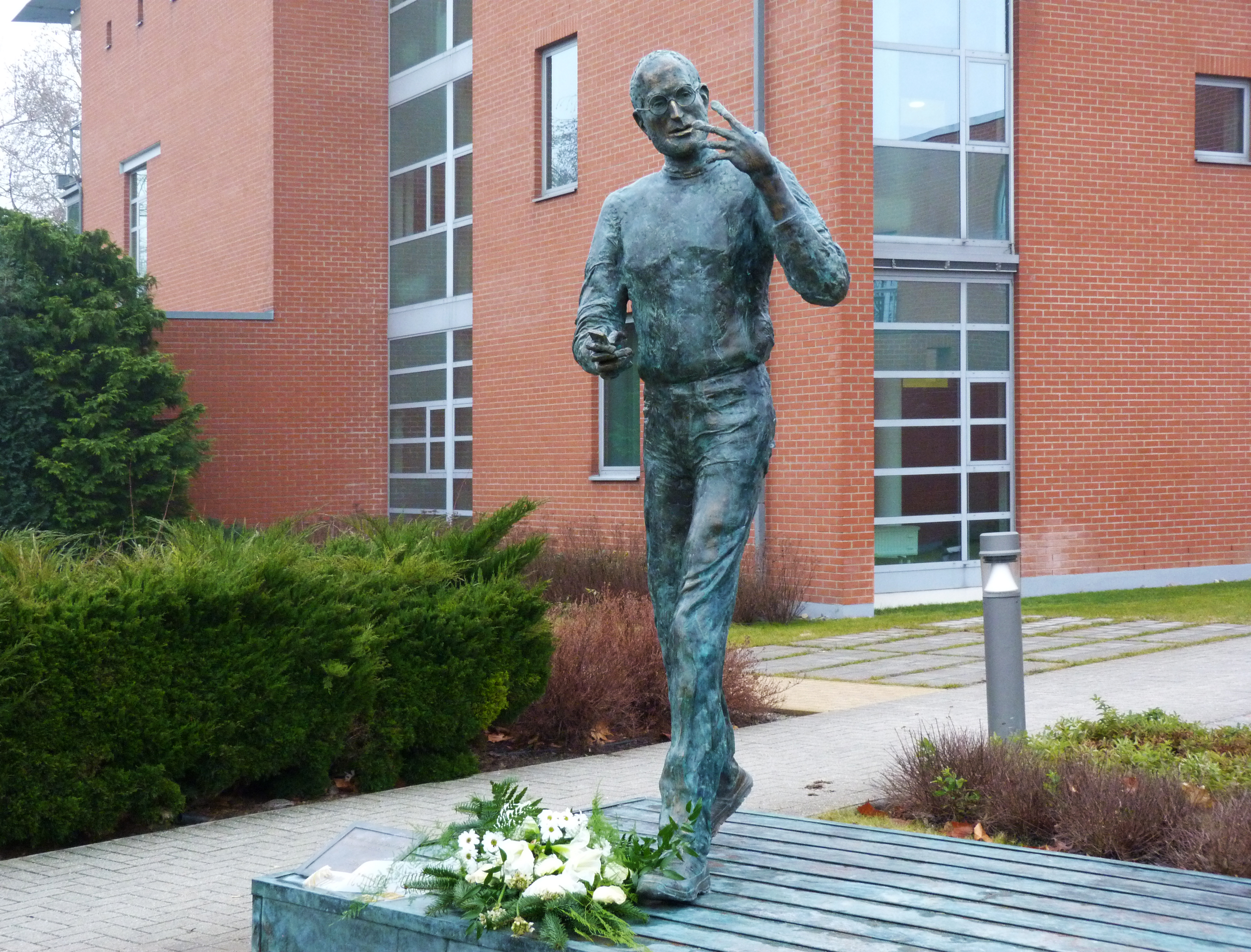
Statue von Jobs im Graphisoft Park, Budapest

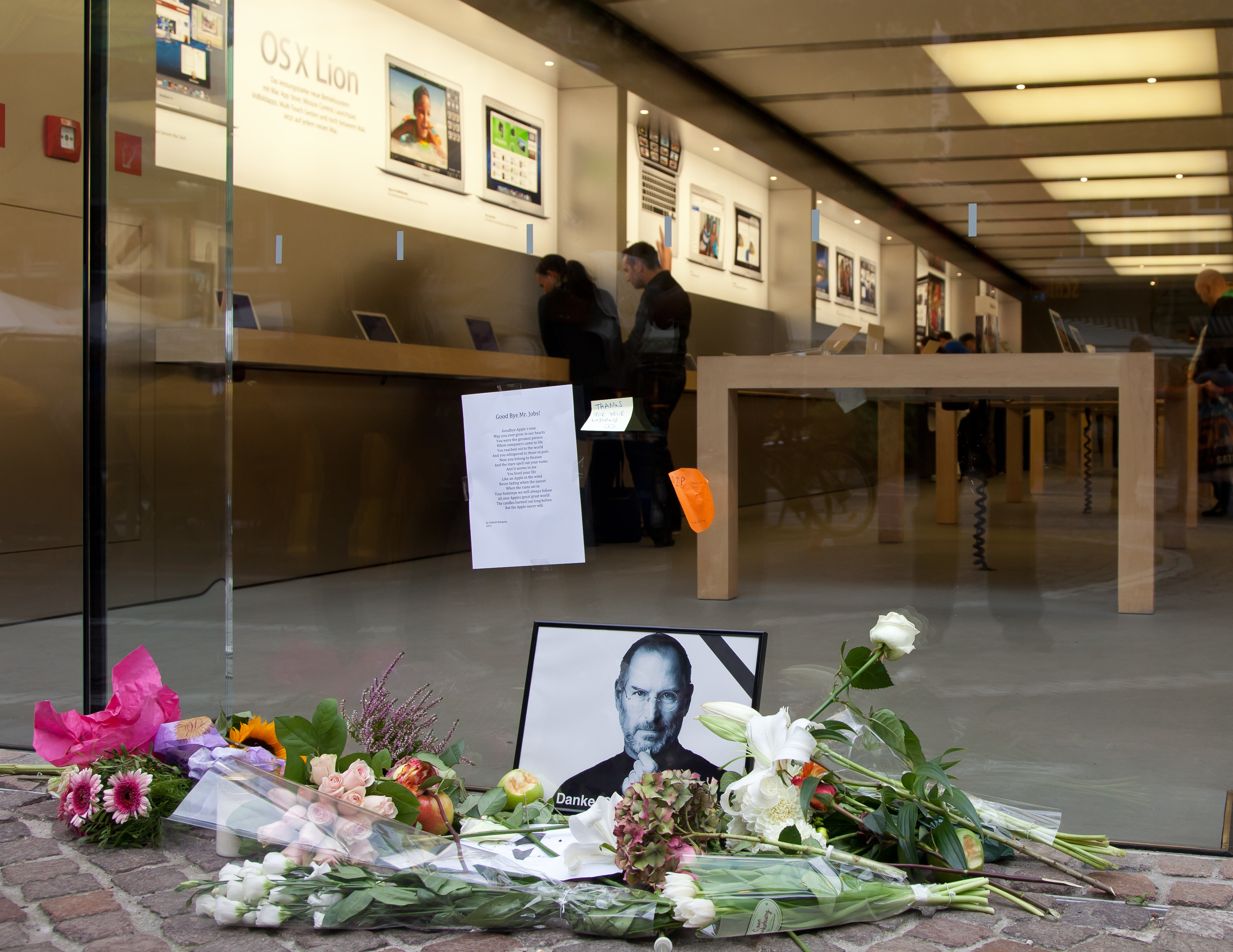
Trauer nach seinem Tod am Apple Store in Frankfurt am Main

1972 begann Steve Jobs eine Beziehung mit der Journalistin Chrisann Brennan, der die 1978 geborene Tochter Lisa Brennan-Jobs entstammt. 1996 veröffentlichte Mona Simpson, die leibliche Schwester von Steve Jobs, mit dem Buch A Regular Guy die Geschichte von Steve und Lisa. 
1984 kaufte Steve Jobs das historische „Jackling House“ in Woodside, Kalifornien, in dem er etwa zehn Jahre lebte. In diesen Jahren hatte er eine Beziehung mit der Folksängerin Joan Baez, die ebenfalls in Woodside wohnt.
Am 18. März 1991 heiratete Jobs Laurene Powell. Das Paar hat drei Kinder, das jüngste Kind aus dieser Ehe ist die Springreiterin Eve Jobs.
Jobs interessierte sich schon als Student für eine gesunde Ernährungsstrategie. Nachhaltig prägten ihn die Ideen des deutschen Naturheilkundlers Arnold Ehret. Seine Ernährungsgewohnheiten haben sich im Laufe seines Lebens mehrfach geändert. Die längste Zeit seines Lebens war Jobs Veganer, bekannte sich zeitweise aber auch zum Vegetarismus, Fruitarismus und zum Pescetarismus. Zugleich war er Buddhist. Jobs bezeichnete sich als Fan von Bob Dylan und den Beatles; letztere waren das Vorbild für sein Geschäftsmodell, wie er in der amerikanischen Dokumentationsserie 60 Minutes sagte:

„Das waren vier Typen, die gegenseitig ihre negativen Tendenzen in Schach hielten, sie balancierten sich gegenseitig aus, so dass das Gesamte viel mehr als die Summe der Einzelteile wurde. Große Dinge in der Geschäftswelt werden nicht von einer Person gemacht, sondern von einem Team.“

Am 31. Juli 2004 unterzog sich Steve Jobs einer Operation, bei der ein Inselzell-Tumor der Bauchspeicheldrüse entfernt wurde. Während seiner Abwesenheit vertrat ihn bei Apple COO Tim Cook. Laut der von Steve Jobs autorisierten Biografie von Walter Isaacson verweigerte sich Jobs nach der Diagnose im Oktober 2003 monatelang einer Operation. Vielmehr griff er auf alternative Behandlungsversuche wie Fruchtsäfte oder Akupunktur zurück, deren Wirksamkeit nie wissenschaftlich bewiesen worden war. Spätere Behandlungen schlossen eine individualisierte Therapie auf Basis einer Genomanalyse von Tumor- und Körperzellen ein. Jobs bereute seine Entscheidung, der evidenzbasierten Medizin zu misstrauen und damit die Behandlung seiner Krebserkrankung zu lange aufgeschoben zu haben – zum Zeitpunkt der Operation hatte der Krebs bereits gestreut.
Im August 2008 wurde vom Nachrichtendienst Bloomberg versehentlich ein unvollständiger Nachruf auf ihn veröffentlicht, der aber umgehend wieder gelöscht wurde. Anfang Januar 2009 äußerte sich Jobs in einem offenen Brief über seinen Gesundheitszustand und seine damit verbundene Abwesenheit bei der Macworld. Dabei führte er seinen Gewichtsverlust auf eine Hormonstörung zurück.
Später, im Januar 2009, kündigte Jobs an, sich krankheitsbedingt bis Ende Juni 2009 aus dem Tagesgeschäft von Apple zurückzuziehen. Im Juni 2009 wurde bekannt, dass sich Steve Jobs im April einer Lebertransplantation im Methodist University Hospital in Memphis (Tennessee) unterzogen hatte. Der Grund für die Lebertransplantation wurde nicht bekannt, jedoch wurde angenommen, dass der Tumor Lebermetastasen gebildet hatte. Zur Apple-Präsentation im Yerba Buena Center for the Arts in San Francisco kehrte Jobs am 9. September 2009 auf die Apple-Bühne zurück.
Im August 2011 wurde die erste von Steve Jobs genehmigte Biografie unter dem Titel Steve Jobs von Walter Isaacson im Verlag Simon & Schuster angekündigt. Nach einer zuvor im Jahr 2005 erschienenen Biografie des Verlags John Wiley & Sons hatte Jobs den Verkauf aller Werke dieses Verlages in den Apple Stores verbieten lassen, da diese Biografie nicht von ihm autorisiert worden war. In seinem Finanzbericht für das Jahr 2010 erklärte der Verlag, dass es zu einer Einigung gekommen sei und die Bücher des Verlages für das iPad zugänglich sein sollten.
Am 5. Oktober 2011 starb Steve Jobs zu Hause im Kreise seiner Familie an den Folgen seiner Krebserkrankung. Am 7. Oktober wurde er auf dem konfessionslosen Friedhof Alta Mesa Memorial Park in Santa Clara, Kalifornien, beigesetzt. Tim Cook lud die Mitarbeiter des Unternehmens zu einer internen Gedenkveranstaltung am 19. Oktober 2011 ein. Eine öffentliche Trauerfeier des Unternehmens wurde ausgeschlossen.
Beginnend mit seinem Todestag zeigte Apple auf der Startseite der Firmen-Homepage ein großformatiges Porträt von Jobs in schwarzweiß auf ganzseitig weißem Hintergrund, neben dem nur Steve Jobs 1955–2011 stand. Am 20. Oktober 2011 schaltete Apple eine spezielle Gedenkseite auf seiner Internetpräsenz frei, auf der kontinuierlich Beileidsbekundungen veröffentlicht werden, die per E-Mail gesendet wurden. Für diese Erinnerungsseite apple.com/stevejobs haben bisher über eine Million Menschen (Stand 2023) einen Beitrag verfasst.
Ein Jahr nach dem Tod schaltete Apple ein Video über Steve Jobs auf die Startseite der Internetpräsenz.

## Zitate
“Design is not just what it looks like and feels like. Design is how it works.”

„Design ist nicht nur, wie es aussieht oder sich anfühlt. Design ist, wie es funktioniert.“

„Ich hatte etwas über eine Million Dollar, als ich 23 war, über 10 Millionen mit 24 und mehr als 100 Millionen mit 25 und es war egal, weil ich es nicht fürs Geld gemacht habe.“

“Your work is going to fill a large part of your life, and the only way to be truly satisfied is to do what you believe is great work. And the only way to do great work is to love what you do. If you haven’t found it yet, keep looking. Don’t settle. As with all matters of the heart, you’ll know when you find it.”

„Eure Arbeit wird einen großen Teil eures Lebens ausmachen und der einzige Weg, wirklich zufrieden zu sein, ist etwas zu tun, das ihr für großartiges Schaffen haltet. Und der einzige Weg, Großartiges zu leisten, ist, wenn ihr liebt, was ihr tut. Und falls ihr es noch nicht gefunden habt, haltet Ausschau. Gebt euch nicht zufrieden. Genau wie bei allen Herzensangelegenheiten werdet ihr merken, wenn ihr es gefunden habt.“

“A lot of times people think they’re crazy. But in that craziness we see genius. And those are the people we're making tools for.”

„Viele Leute denken, dass sie verrückt sind. Aber in dieser Verrücktheit sehen wir das Genie. Und für diese Menschen machen wir Werkzeuge.“

## Filme
- Die frühen Jahre des Unternehmens Apple und Steve Jobs werden in dem Spielfilm Die Silicon Valley Story (1999) nachgestellt. Der Film beruht auf dem Buch Fire in the Valley: The Making of the Personal Computer von Paul Freiberger und Michael Swaine ISBN 0-07-135895-1, er ist allerdings keine Dokumentation und enthält teilweise auch fiktive Inhalte.
- In einem Film mit dem Titel Jobs, der im August 2013 in die US-amerikanischen Kinos kam, wird die Zeit zwischen 1971 und 2000 dargestellt; die Geschichte endet demnach noch vor der Einführung des iPod im Jahr 2001. Vor allem die kreativen Anfangsjahre der Apple-Gründung, der Rauswurf aus dem Unternehmen sowie seine spätere Rückkehr im Jahr 1997 werden thematisiert. Jobs wird in dem Spielfilm von Ashton Kutcher verkörpert.[70]
- Im April 2013 erschien im Internet der Film iSteve der Produktionsfirma Funny or Die. Darin spielt Justin Long Steve Jobs und Jorge Garcia übernimmt die Rolle des Steve Wozniak.
- Am 12. November 2015 hatte der Spielfilm Steve Jobs unter der Regie von Danny Boyle nach einem Drehbuch von Aaron Sorkin in Deutschland Premiere, in den USA war sie fünf Wochen zuvor angelaufen.[71] Die Hauptrolle übernahm Michael Fassbender. Der Film ist keine konventionelle Biografie, sondern porträtiert Jobs in Auseinandersetzung mit wichtigen Personen in seinem Leben anlässlich dreier Produkteinführungen in den Jahren 1984, 1988 und 1998.

## Auszeichnungen
- 2000 wurde Jobs Mitglied der American Academy of Arts and Sciences.[72]
- 2011 wurde Jobs stellvertretend für alle Mitwirkenden an der „Erfolgsgeschichte iPod“ posthum mit dem Grammy für seine Verdienste ausgezeichnet.[73] Den Preis nahm Eddy Cue, Senior Vice President of Internet Software and Services, bei der Verleihung der Grammy Awards am 12. Februar 2012 im Staples Center von Los Angeles stellvertretend entgegen.
- Im August 2013 verlieh Disney seinen Preis Disney Legends Award an Jobs, für seine „wegweisende“ Arbeit bei Pixar. Den Preis nahm John Lasseter für den verstorbenen Jobs an.[74]
- 2022: Presidential Medal of Freedom

## Sonstiges
Jobs gab dem 1988 erschienenen Softwarepaket Mathematica diesen Namen.
Anlässlich des ersten Todestags von Steve Jobs entstand eine Wachsfigur, die in Madame Tussauds Hong Kong ausgestellt wird. Jobs ist darauf in seiner charakteristischen Kleidung (Jeans, Pullover, Turnschuhe) zu sehen.
Apple veröffentlichte am 5. Oktober 2012 eine Sonderstartseite mit einem Video über Steve Jobs. Auf einer darauffolgenden Seite würdigt Tim Cook, der neue Apple CEO, Steve Jobs als großen Visionär.
Am 12. September 2017 wurde anlässlich der Präsentation des iPhone X ein Monolog von Steve Jobs zu Beginn des Events in dem verdunkelten Steve Jobs Theater präsentiert.
Die Oper The (R)evolution of Steve Jobs von Mason Bates (Musik) und Mark Campbell (Libretto) behandelt das Leben Steve Jobs’. Sie wurde am 22. Juli 2017 an der Santa Fe Opera uraufgeführt.
Die deutsche Gesellschaft für Informatik würdigte Jobs durch ein Plakat der Reihe „Persönlichkeiten der Informatik“, in einer Reihe mit Alan Turing, Ada Lovelace und Konrad Zuse.

## Rezeption

### Dokumentarfilm
- Steve Jobs: Billion Dollar Hippy. 2011. Von Laura Craig Gray und Tristan Quinn